# Кунімі (Фукусіма)

37°52′37″ пн. ш. 140°32′58″ сх. д. / 37.87694° пн. ш. 140.54944° сх. д.
Кунімі́ (яп. 国見町, くにみまち, МФА: [kuɲimʲi mat͡ɕi̥]) — містечко в Японії, в повіті Дате префектури Фукусіма. Станом на 1 жовтня 2008 площа містечка становила 37,90 км². Станом на 1 січня 2009 населення містечка становило 10 333 осіб.